# Saint-Martin-Lalande

Saint-Martin-Lalande este o comună în departamentul Aude din sudul Franței. În 1 ianuarie 2022 avea o populație de 1.109 de locuitori.